# Karl Julius Schröer
Karl Julius Schröer (født 11. januar 1825 i Pressburg, død 16. december 1900 i Wien) var en østrigsk litteraturhistoriker og sprogmand.
Schröer studerede i Leipzig, Halle og Berlin. Han var 1852—1861 lærer ved overrealskolen i Pressburg, derpå direktør for de evangeliske skoler i Wien og 1867 professor ved stadens tekniske højskole. Han har udgivet Geschichte der deutschen Literatur für Schule und Haus og Deutsche Weihnachtsspiele aus Ungarn, fremdeles skrevet en bog om Die deutsche Dichtung des 19. Jahrhunderts, og til Goethelitteraturen ydet Goethes äussere Erscheinung, Goethe und die Liebe, og udgaver med kommentarer af Goethes Faust og Dramen (sidstnævnte i Kürschners Deutsche Nationalliteratur 1883, 6 bind).